# 德利日萊爾
45°50′18″N 29°29′4″E / 45.83833°N 29.48444°E
德利日萊爾（烏克蘭語：Дельжилер）是位於烏克蘭西南部的村莊，由敖德萨州裡比爾霍羅德-德涅斯特羅夫斯基區的韃靼布納雷市鎮負責管轄。該村始建於1818年，面積3.38平方公里，海拔高度42米，2001年人口4,071。